# 天順 (明)
天順（てんじゅん）は、中国、明の元号（1457年 - 1464年）。英宗が第8代皇帝として重祚した後の在世に使われた。このため英宗は天順帝と呼ばれることもある。
景泰8年1月17日（1457年2月11日）に奪門の変が起き、上皇であった英宗が朱祁鈺より帝位を奪い、1月21日（1457年2月15日）に詔を元号を天順に改める。

## 西暦との対照表
| 天順 | 元年   | 2年    | 3年    | 4年    | 5年    | 6年    | 7年    | 8年    |
| 西暦 | 1457年 | 1458年 | 1459年 | 1460年 | 1461年 | 1462年 | 1463年 | 1464年 |
| 干支 | 丁丑   | 戊寅   | 己卯   | 庚辰   | 辛巳   | 壬午   | 癸未   | 甲申   |